# Zastava M91
El Zastava M91 es un fusil de francotirador semiautomático que emplea el cartucho 7,62 x 54 R, desarrollado y fabricado por Zastava Arms en Kragujevac, Serbia. Al igual que su predecesor, el Zastava M76, el M91 está basado en una versión alargada del AK-47, pero externamente se parece más al fusil de francotirador Dragunov, su contraparte soviética.
Al igual que el Dragunov, el Zastava M91 emplea el cartucho 7,62 x 54 R y está en servicio con el Ejército de Tierra de Serbia. Está reemplazando al Zastava M76, que emplea el cartucho 7,92 x 57.

## Historia
La página web de Zastava afirma que el fusil M91 fue diseñado tras un largo y cuidadoso estudio de las tácticas de combate y experiencias de las Fuerzas Especiales militares y policiales de varios países; su desarrollo fue llevado a cabo bajo supervisión y cercana cooperación de algunas de las más experimentadas y capaces unidades especiales y antiterrotistas.
La actual modernización de las Fuerzas Armadas serbias se está llevando a cabo sobre la base de un plan diseñado a fines de la década de 1990, conocido como Modelo-21. Apunta hacia la actualización del equipo personal en 26 categorías distintas, de las cuales solamente cinco serán de importación. Uno de los nuevos desarrollos importantes es la introducción de una serie de armas de producción local, como el fusil de francotirador M91 que utiliza el cartucho 7,62 x 54 R (un requisito surgido a partir de la decisión de retirar el cartucho 7,92 x 57 empleado por el fusil de francotirador Zastava M76 y la ametralladora M53 Šarac).

## Detalles de diseño
El Zastava M91 es un fusil semiautomático, enfriado por aire, alimentado desde un cargador extraíble curvo de 10 balas y con una culata fija. Su concepto es similar al fusil de francotirador Dragunov.
Mientras que el diseño del M91 está basado en una versión alargada del AK-47, al igual que su predecesor, el Zastava M76, el fusil tiene varias modificaciones que lo hacen más parecido a su contraparte soviética, el fusil de francotirador Dragunov, que al contrario de los Zastava M76 y M91, internamente no está basado en el diseño del AK-47. La culta y pistolete separados del M76 han sido reemplazados por una culata de polímero sintético con agujero para el pulgar, parecida a la del fusil Dragunov. El Zastava M91 emplea el cartucho 7,62 x 54 R, el mismo que el Dragunov. El 7,62 x 54 R es adecuado para disparos a larga distancia y ha reemplazado al 7,92 x 57 en servicio serbio.
El perfil del cañón es relativamente delgado para ahorrar peso y está rematado con un apagallamas ranurado. El ánima del cañón está cromada para aumentar su resistencia a la corrosión y tiene cuatro estrías dextrógiras con una tasa de rotación de 240 mm.
En general, el diseño del apagallamas, el cargador curvo extraíble, la retícula telemétrica simplificada utilizada en las primeras miras telescópicas ZRAK, la culata con agujero para el pulgar y portacerrojo modificado, así como un cajón de mecanismos hecho mediante mecanizado, apuntan al Dragunov como modelo para el diseño del Zastava M91.[cita requerida]
Un riel lateral montado en el lado izquierdo del cajón de mecanismos acepta varios tipos de miras telescópicas diurnas y nocturnas. La mira telescópica diurna estándar para el Zastava M91 es la ON-M91 6x42. Para condiciones de baja iluminación, el fusil también puede ser equipado con miras telescópicas nocturnas pasivas PN 5x80 de la primera y segunda generación de aparatos de visión nocturna. La mira telescópica puede retirarse del riel y volverse a montar sin perder sus ajustes.
El fusil tiene mecanismos de puntería mecánicos auxiliares, con un alza tangencial deslizante que puede ajustarse desde 100 m a 1000 m y un punto de mira. Estos pueden emplearse en caso de que la mira telescópica se dañe.

## Desempeño
Los mejores resultados se obtienen a distancias de hasta 800 m La distancia máxima ofrecida por la mira telescópica y el alza es de 1000 m. Para blancos con una altura de 30 cm (cabeza), el alcance efectivo es de aproximadamente 320 m, para blancos con una altura de 50 cm (pecho), el alcance es de 450 m y para una persona en movimiento con una altura de 150 cm, el alcance efectivo es de 650 m.

## Usuarios
- Serbia[8]